# Anișoara Cușmir-Stanciu
Anișoara Cușmir-Stanciu (Brăila, 1962. június 28. –) olimpiai bajnok román atléta, távolugró.
1983-ban ezüstérmes volt a Helsinkiben rendezett atlétikai világbajnokságon távolugrásban. Egy évvel később a Los Angeles-i olimpiai játékokon aranyérmet nyert. Cușmir-Stanciu 6 méter 96 centiméteres ugrással szerezte meg az első helyet a döntőben.
Két alkalommal állított fel új női világrekordot. 1983. május 15-én 7,21-dal, majd néhány héttel később június 4-én 7,43-dal ért el új rekordot. Utóbbi világrekordja több mint két évig volt életben.